# Зооботанічний комплекс «Басань»

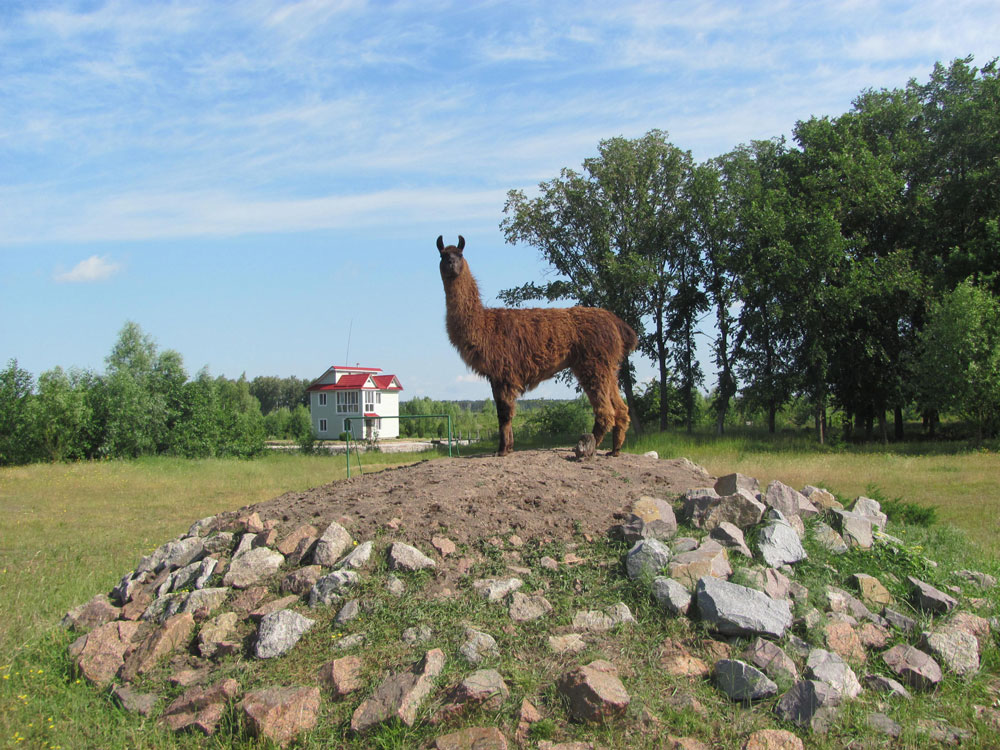
Центр етнографічного, зеленого, сільського туризму та сімейного відпочинку

«Басань» — приватний зооботанічний комплекс в селі Стара Басань, Бобровицького району Чернігівської області.
На 10 гектарах території комплексу є звіринець, фруктовий сад на 300 дерев і невелике озеро, у центрі якого острівець з будинком.

## Історія створення
У 1991 році була створена промислово-аграрна фірма «Посад», директором якої був Віктор Кудряченко. Був поставлений млин, ангар, маслоробня, за чотири місяці викопане озеро. Тварини були придбані в заповіднику «Асканія-Нова». Працівники заповідника «Асканія-Нова» розробили проект комплексу.

## Тваринна частина
Всього в тваринній частині комплексу близько сорока різновидів звірів та птахів.
Звірі:
- чорні та білі в'єтнамські свині,
- олень Стьопа,
- бізони Леся і Рома разом зі своїм бізоненятком (станом на початок 2011)
- антилопа та лань
- широколобий, товсторогий південноазійський бик гаял та його подруга

Птахи:
- сім-вісім видів фазанів
- два види павичів,
- три породи страусів — африканські страуси, страуси нанду та ему;
- кури різних порід,
- гімалайський монал.

В озері розводять кілька видів риб: дзеркальний короп, білий амур, щука, карась, линь.

## Ключові особи
- Віктор Кудряченко — господар комплексу, заступник генерального директора з питань зовнішньоекономічної діяльності державного виробничого об'єднання Концерн «Техносервіс» Міноборони України.
- Ганна Кудряченко — директор комплексу.

## Адреса
Комплекс розташований на хуторі Тимки (історична назва місцевості) в селі Стара Басань.